# Metroul din Lisabona
Metroul din Lisabona (portugheză Metro de Lisboa) este un sistem de metrou care deservește capitala Portugaliei, Lisabona. Inaugurat în decembrie 1959, a fost primul sistem de transport în comun rapid din Portugalia. Începând din 2023, cele patru linii ale sistemului însumează 44,5 kilometri de traseu și deservesc 56 de stații pe patru linii diferite.

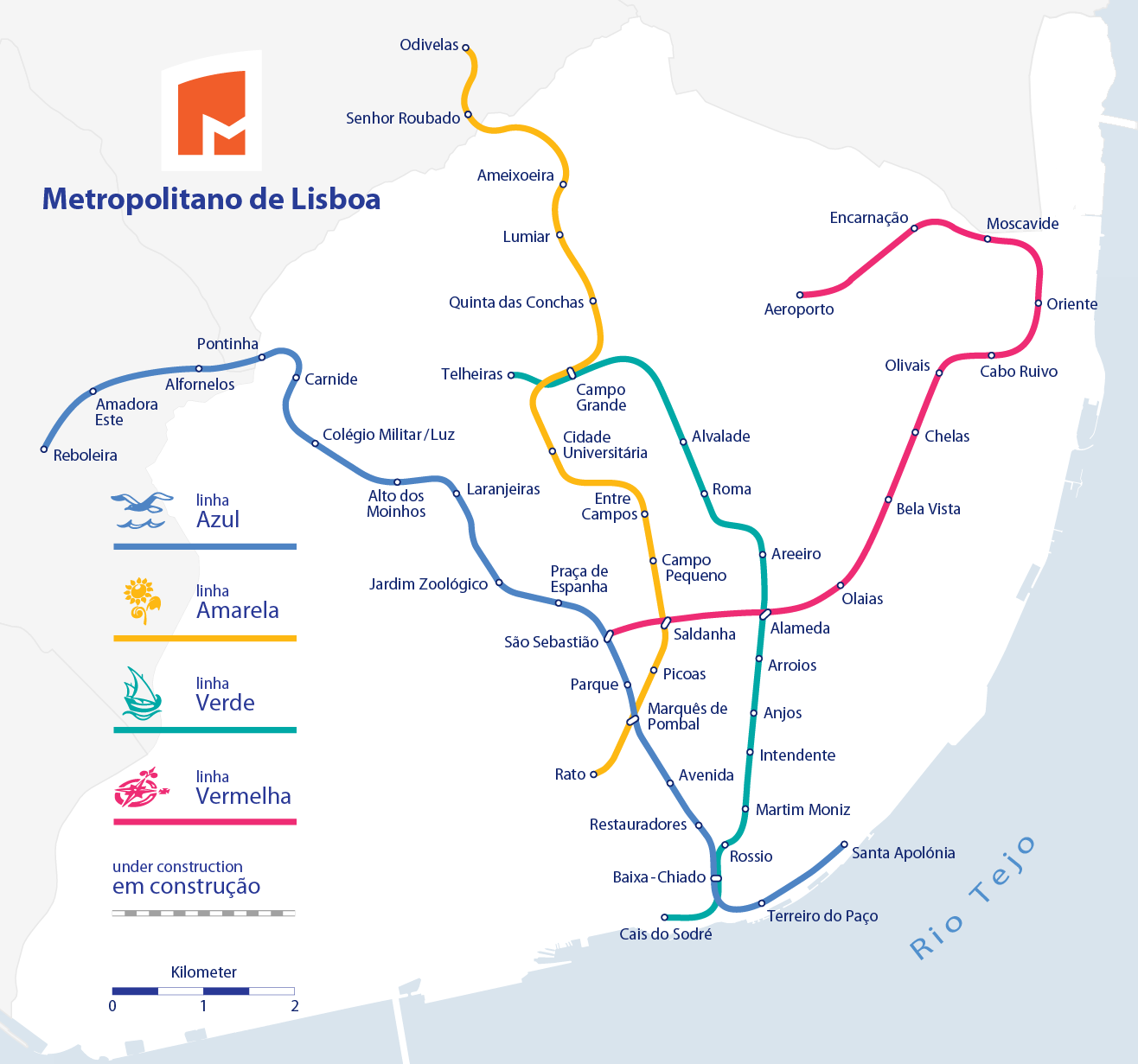
Harta Metroului din Lisabona